# Terra vergine (D'Annunzio)
Terra vergine è una raccolta di undici racconti (o bozzetti) di Gabriele D'Annunzio, pubblicata a Roma nel novembre 1882, presso l'editore Angelo Sommaruga.

## Composizione
Prima opera in prosa di D'Annunzio, fu seguita da altre due raccolte: Il libro delle vergini (1884) e San Pantaleone (1886), una cui scelta, rivista, fu poi edita in Le novelle della Pescara (1902). In Terra vergine D'Annunzio descrive situazioni e vicende dei primitivi d'Abruzzo, assumendo come modello Verga, ma insistendo sui colori paesaggistici e sul linguaggio dialettale. Nello stesso anno pubblica Canto novo (1881), entrambe le opere riscontrano contenuti fortemente sensuali.

## Tema del verismo abruzzese

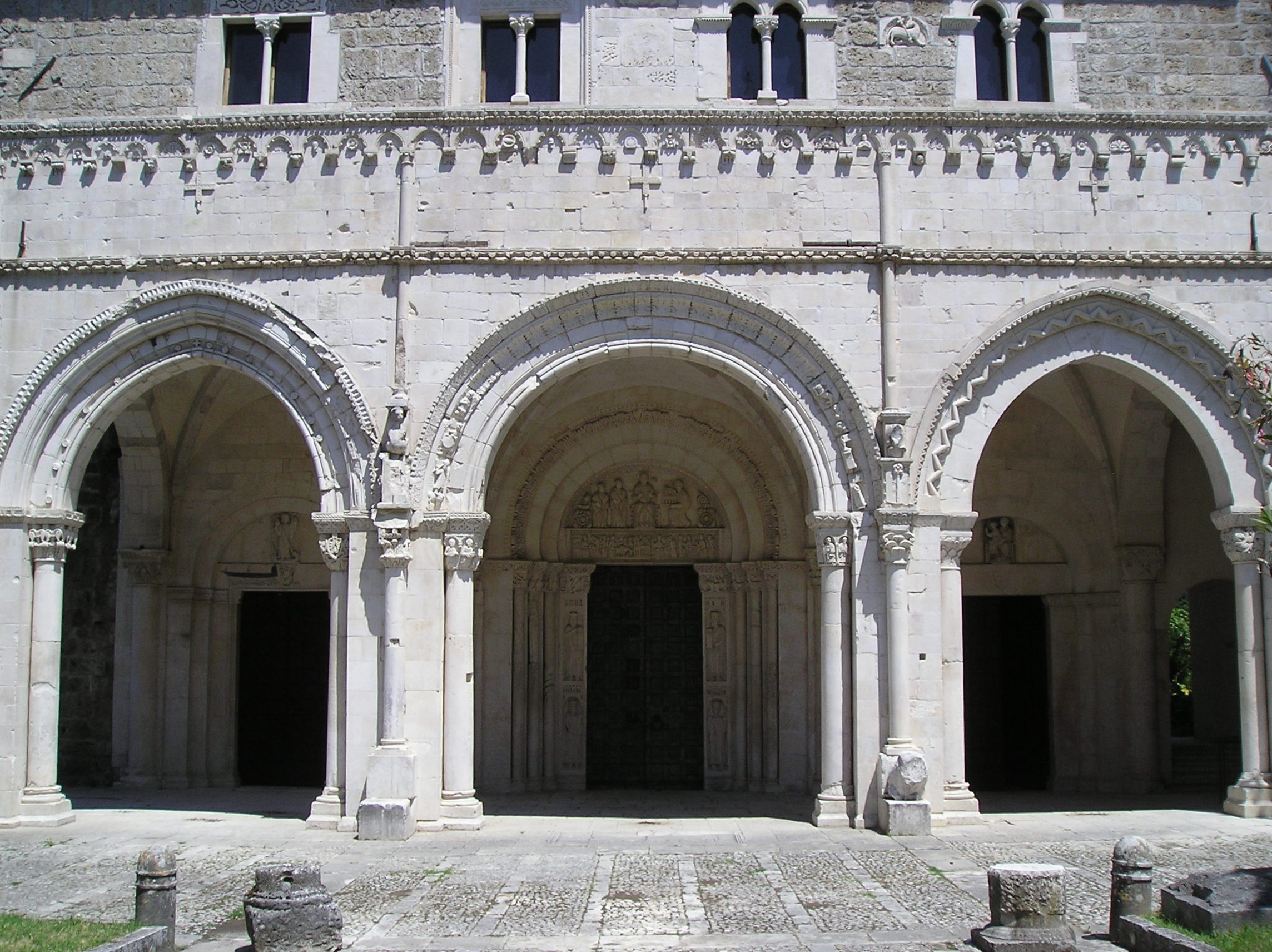
Abbazia di San Clemente a Casauria, descritta nella prima novella Terra vergine

### Una novella esemplare
Ai fini dell'inquadramento stilistico, la novella "Dalfino" si presta esemplarmente, essendo piena di collegamenti con il Verga; il ragazzo pescatore di Pescara ha molte affinità con il Rosso Malpelo verghiano che lavora nella cava di rena; Dalfino è così nominato per le sue qualità di nuotatore, così come Malpelo è definito così per i suoi capelli rossi, e per la fama popolare per cui i capelli rossi sono portatori di malignità e malocchio; Dalfino come Malpelo è un ragazzo condannato dalla vita e dalla sfortuna, alterna momenti di pacatezza, quando è a contatto con il suo elemento naturale dell'acqua marina, e a volte diventa irascibile e furibondo quando ricorda l'annegamento del padre proprio nel mare, come Malpelo legato indissolubilmente da una forza naturale, e da un destino di morte, alla cava di rena, dove suo padre muore per una frana all'interno.

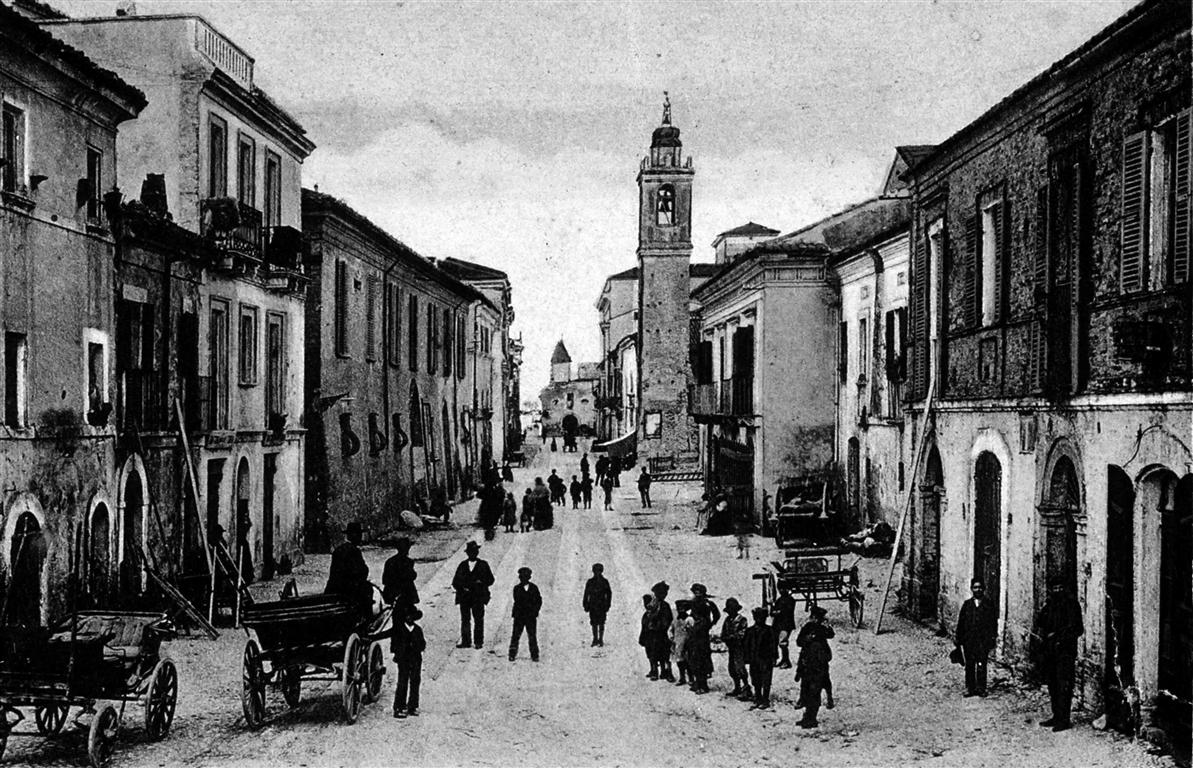
Pescara ai tempi di D'Annunzio, veduta dell'incrocio di via dei Bastioni con viale Umberto I (oggi via G. D'Annunzio); il campanile della chiesa di San Cetteo

Tuttavia la tragicità verghiana di un destino cui non si può sfuggire, in cui i personaggi sono già destinati a una fine triste sin dalla nascita per la loro stessa condizione sociale, i personaggi dannunziani sono piuttosto carichi di sensualità, di passioni violente e incontrollabili che derivano dalla natura, a differenza di Malpelo descritto malamente nell'aspetto fisico da Verga, Dalfino è un bel ragazzo robusto, di un fascino primitivo, conteso dalle ragazze, innamorato di Zara; lo stesso paesaggio costiero pescarese è carico di sensualità, di colori e suoni violenti che inneggiano alla vitalità. E ugualmente per il linguaggio, ci sono differenze poiché Verga usa la tecnica dello straniamento e della regressione, tuttavia facendo mantenere un tono abbastanza umano ai personaggi da esprimersi nell'italiano fiorentino dell'800, mentre D'Annunzio usa per i suoi personaggi di bassa estrazione sociale spesso e volentieri i dialetti locali, proverbi, e per la descrizione dell'autore in terza persona, spesso e volentieri sono soventi arcaismi e carduccianismi tipici della prima prosa dannunziana, cosa inammissibile per lo stile adottato da Verga come corrente del suo pensiero letterario.

## Contenuto
Le novelle sono brevissime e contengono stralci di canzoni popolari in abruzzese, come Tutte le funtanelle; i personaggi sono campagnoli e pastori delle terre del pescarese come Castiglione a Casauria, Tocco da Casauria e la vicina Castellammare Adriatico con Francavilla al Mare. I protagonisti maschili risultano essere persone rudi e violente ma con sentimenti sinceri e passionali che lavorano continuamente nella fatica e nella miseria. Il loro oggetto del desiderio è la pace con la natura o l'amore per una ragazza che finisce in tragedia a causa delle condizioni avverse del destino.
I bozzetti abbracciano anche la fede e la superstizione degli abruzzesi, come la presenza di zingare ricattatrici e maghe oppure uomini di chiesa che perdono la testa per una donna, fino al suicidio.

## Novelle
- Terra vergine
- Dalfino
- Lazzaro
- Fiore fiurelle
- Cincinnato
- Campane
- Toto
- Fra Lucerta
- Gatta
- Bestiame
- Ecloga fluviale

(Dalla novella Cincinnato)
Le novelle sono:
- Terra vergine (in "La Domenica letteraria", 16 aprile 1882, ultima composizione prima della riedizione del 1883): si narra di una scena bucolica presso la campagna antistante l'abbazia di San Clemente a Casauria, al confine della Val Pescara con le gole di Popoli. Il pastore Tulespre si riposa con il cane che fa la guardia ai porci, e quando si sveglia scorge la pastorella Fiora, per cui prova un immediato desiderio insaziabile. Arrivata la notte, i due corrono verso le sorgenti della Pescara, e si baciano avidamente.
- Dalfino (in "Preludio", 16 maggio 1881): l'ambientazione è Castellammare Adriatico, o il piccolo borgo di marinai alla foce della Pescara, lo si deduce dalla descrizione del mare, e dal fatto che i giovani garzoni dei marinai vengono chiamati "ciattè", in riferimento al santo protettore dei marinai San Cetteo di Amiterno. Il protagonista è il giovane "Dalfino", così nominato per la sua capacità di nuotare, innamorato segretamente della bella Zarra, che però è promessa a un signorotto locale. Dalfino è sempre malinconico perché è orfano, e il padre è morto affogato in mare, di cui sente l'oscuro richiamo negli abissi. Quando Dalfino si accorge che Zarra non può essere sua, dopo che la burrasca ha distrutto la sua barca da pescara, uccide il rivale, e si getta in mare, sprofondando negli abissi.

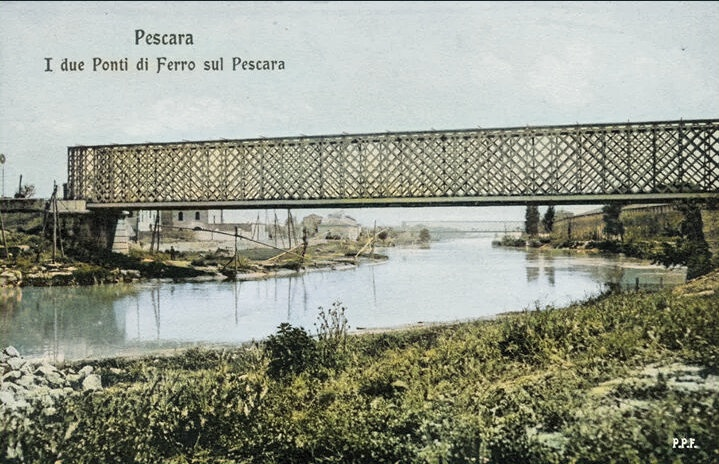
Il ponte di ferro sul fiume Pescara, ancora oggi esistente, posto accanto al Ponte D'Annunzio

- Fiore Fiurelle (inedito sino al 1882): più che una novella è una descrizione minuta di una scena semplice: una contadina di nome Nara che si abbevera alla fonte. Il bozzetto è un esperimento di comunione panica con la natura.
- Cincinnato (in "Il Fanfulla della domenica", 12 dicembre 1880): primo bozzetto abruzzese di D'Annunzio, mostra chiaramente uno stile ancora inesperto, dove la descrizione della natura con slanci di vitalità non è ancora presente, e lo stesso autore parla in prima persona, raccontando un fatto forse realmente accaduto nella sua giovinezza a Pescara, nel rione Porta Nuova. La storia narra di un giovane di nome Cincinnato, di Spoltore, che vagabonda per il borgo, dagli atteggiamento scoordinati e bizzarri. Più tardi si capisce che è impazzito per la sua innamorata di contrada Santa Lucia di Spoltore, ma l'io narrante dichiara di essere diventato amico di Cincinnato, che nell'atteggiamento di vedere la vita pare istupidito, e curioso come un bambino. Quando Cincinnato rivede la sua innamorata, che lo rifiuta, diventa sempre più buio in viso, finché non si suicida gettandosi sotto un treno.
- Lazzaro (inedito sino al 1882): altra piccola figurina breve, dove il naturalismo dannunziano sembra già compiere il passo avanti, delle storie del San Pantaleone, in base al compiacimento del macabro e dell'orrido. La descrizione della miseria del padre Lazzaro e del piccolo figlio, è presente in altre sue opere, specialmente ne Il trionfo della morte, una sorta di stereotipo-embrione riguardo l'analisi anatomica degli infanti abruzzesi smagriti, malaticci e denutriti, che finiscono tristemente la loro esistenza, come il piccolo figlio di Lazzaro, che siccome ha ricevuto il pastore che spettava al padre, ed essendo prossimo alla morte per la malattia, viene ucciso dal padre stesso mediante soffocamento.

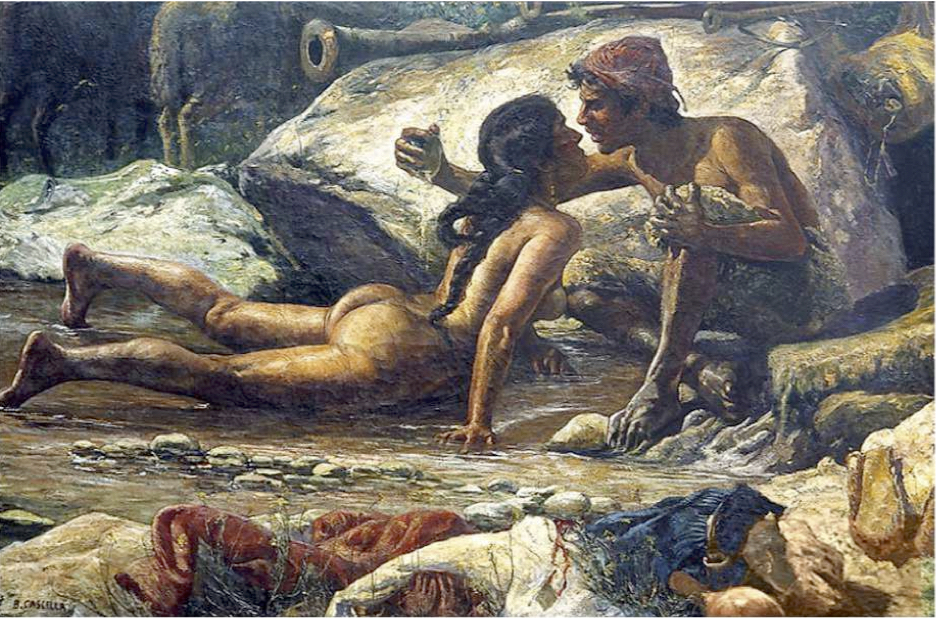
B. Cascella, Il bagno della pastora

- Campane (in "Il Fanfulla della domenica", 19 marzo 1882): non è precisa l'ambientazione, forse Francavilla o un paese immaginario nei dintorni di Pescara. D'Annunzio si cimenta per la seconda volta nell'amore popolaresco, stavolta movimentando la situazione con la tragedia finale. Il giovane Biasce (da Biase o Biagio), è un poveraccio che si guadagna da vivere grazie al parroco, per cui suona le campane della chiesa, il gusto per il macabro dannunziano si evidenzia nella cicatrice sulla fronte del ragazzo, provocata da una disattenzione nella sua mansione, poiché una campana lo ha colpito in volto. Biasce è innamorato di Zolfina, e per un breve periodo l'idillio non subisce interruzioni, finché la ragazza non si ammala di tifo e muore. Biasce allora per disperazione si impicca con la corda della campana.
- Toto (ivi, il 6 febbraio 1881): ancora una volta D'Annunzio sceglie l'amore infelice popolaresco, prediligendo il naturalismo veicolato nel macabro. L'ambientazione non è precisa, forse il borgo di Pescara, per via dell'arco di Porta San Rocco allora esistente. Il ragazzo Toto è muto perché i briganti, rubandogli il bestiame, gli hanno tagliato la lingua. Vivendo d'elemosina, si innamora di Ninnì, con cui condividono un breve idillio amoroso. Tuttavia all'arrivo dell'inverno, data la loro povertà, i due ragazzi vogliono trovare riparo verso la casa materna di Toto sulla Maiella, ma non ci arriveranno mai a causa di una bufera: prima muore di stenti la ragazza, e Toto per la disperazione vaga con il corpo dell'amata nella bufera, morendo assiderato.
- Fra Lucerta (ivi, 8 maggio 1881): si tratta di un giovane monaco che rimane solo nel convento, a coltivare e il suo orto, facendolo magnificare rigoglire di fiori e piante. L'equilibrio panico con la natura s'interrompe quando il frate ascolta il canto abruzzese "Tutte le fontanelle" di alcune contadine, provando di nuovo il sentimento dell'amore. Infatti il racconto si sposta sulla descrizione delle origini del monaco, che fu costretto dal padre a prendere i voti, quando lui desiderava la sua amata soltanto; non trovando conforto nella fede e nelle Sacre Scritture, fra' Lucerta sprofonda sempre di più nella disperazione, finché udendo nuovamente il canto delle donne, viene colto da infarto.
- La Gatta (in "Il Fanfulla della domenica", 18 dicembre 1881): la vicenda s'ambienta nella campagna di Francavilla, la pastorella Tora, detta "la Gatta", s'incontra col pescatore Mingo, che le dichiara il suo amore ("i vostri occhi li vedo sempre la notte, e non posso dormire."), ma la giovane inizialmente non capisce, piano piano nei giorni successivi inizia a provare un sentimento sconosciuto anche lei. Il giorno seguente i due si incontrano nuovamente e fanno l'amore, e qui compare la lezione del Mezzanotte della descrizione del garbino, che infiamma gli animi. Quel che segue successivamente è la descrizione della follia d'amore che investe la Gatta, e che le fa provare sentimento d'onnipotenza e di sfida contro la natura, dato che va a gettarsi nel mare in burrasca durante una tempesta.
- Bestiame (ivi, 18 giugno 1882): nella masseria di un signorotto, lavorano il figlio Rocco e la nuora Nora. Rocco è trattato come uno schiavo del padre, che oltretutto nutre desideri d'amore verso Nora. Un giorno Rocco torna a casa più sfinito che mai, e presto si comprende che è ammalato di tifo. Ciò dà occasione perché i due libertini si diano a fugaci amplessi amorosi (forse è un primitivo bozzetto che darà alla luce "La Veglia funebre" nella rielaborazione del 1902), mentre il vecchio appare più vile per l'età, la Nora assume quelle prime forme di fémme fatale e donna insaziabile dannunziana, rimanendo insoddisfatta dell'ultimo amplesso con il vecchio, il giorno prima della morte del marito Rocco.
- Ecloga fluviale (in "Cronaca bizantina", 1 dicembre 1882): come la novella aprente, questa riguarda sempre un idillio pastorale nei pressi della Val Pescara, sotto la mole della Maiella. I protagonisti Iori e Mila rappresentano il prototipo degli amanti dannunziani dei grandi romanzi, dove la parola agisce per loro, anziché compiere azioni di particolare rilievo: qui D'Annunzio rappresenta il tipico alter-ego del narratore e dell'amante, in comunione panica con la natura ("ora fioriva così Mila, come una pianta, come un tronco tutto felice di germini così, nella benignità dell'aria, nella benignità del sole..."). La descrizione statica naturalistica passa successivamente all'azione: Mila è una zingara che vive rubando insieme allo schiavetto Ziza, che va a catturare polli. Dopo la fuga, la descrizione si sposta a un momento di tensione, in cui la zingara sembra voler far l'amore con Ziza, ma lo lascia istupidito, e dopo una notte di amplesso con Iori, la zingara torna alle sue facezie con Zica, che inizia a provare amore per lei, anche se non riescono ad avere un rapporto, perché lo schiavetto sa bene che la ragazza è innamorata di Iori. Il giorno dopo infatti, mentre i due stanno in canoa sulla Pescara, Ziza irrompe in groppa al cavallo, avventandosi su Iori, e insieme affogano nel fiume.